# Новица Ђукић
Новица Ђукић (Београд, 27. мај 1925. — Кораћица код Младеновца, 1. септембар 2012) био је српски стрипар, новинар и уредник, познат по уређивању дечјег листа Кекец, али и по сопственим делима.
Добитник је Специјалног признања за допринос српском стрипу 2010. на Међународном салону стрипа у Београду.

## Биографија
После ослобођења 1945. запослио се као илустратору разним издањима предузећа „Дечја штампа“ у коме је провео наредних десетак година.

## Стрипски рад
Током 1950-их нацртао је више примећених дечјих стрипова за лист Пионири: „Изгубљени град“ (савремена прича из дечјег живота), „Ђого и Карабатлак“ (по српској народној причи), „35. мај“ по роману Ериха Кестнера, као и „Град под морем“ по сценарију Јована Алексића.

Историчар Здравко Зупан је написао: 
Све битне одлике Ђукићевог стила – једноставност, топлина и искреност – присутне су и у стрипу 'Изгубљени град', несвакидашњој авантури у којој су се обрели Марко, Лена и њихов пас Мајор када су посетили свог деду у једном провинцијском градићу. — 'Стрипови које смо волели, 2012

## Уређивање Кекеца
Крајем педесетих Ђукић прелази у редакцију Борбе, где 1957. као главни и одговорни уредник покреће легендарни дечји часопис Кекец.
Ђукићевом заслугом југословенски читаоци су по први пут читали познате мајсторе француско-белгијског стрипа, као што су Машеро, Жиже, Морис, Монзон, Пејо, Функен, Коељо, Франкен, са њиховим јунацима: Крцко, Шапа и Гру-Гру, Пуковник Клифтон, Аца и Маца, Штрумфови, Талични Том, Џери Спринг...
Кекец је за кратко време премашио тираж од стотину хиљада примерака и остао је запамћен у историји наше културе као један од најквалитетнијих листова за децу.
Ђукић је био главни и одговорни уредник Кекеца два пута: у раздобљу 1957-1964. и 1976-1978. године, након чега је отишао у пензију.